# 元坑陈氏民居
元坑陈氏民居，位于中国福建省顺昌县元坑镇东郊村，由一字排开、大小不一的六路二至四进的合院式建筑相邻共建而成，总占地面积约4718.76平方米。内部廊院相接，雕梁画栋。附属建筑东郊新庙，由大殿及戏台组成，保存较多早期建筑手法。陈氏民居后裔中多人现居台湾，有一定社会影响。2009年11月16日公布为第七批福建省文物保护单位。